# Zoo City
| Autor (a)  | Lauren Beukes                                                                                               |
| ---------- | --- |
| Língua     | Inglês |
| Publicação | 1 de junho de 2010 (África do Sul) 2 de setembro de 2010 (Reino Unido) 28 de dezembro de 2010 (EUA /Canadá) |
| Editora    | Jacana Media (África do Sul) Angry Robot (RU/EUA/Canadá)                                                    |
| ISBN       | 978-1-77009-818-3                                                                                           |
| OCLC       | 643496230                                                                                                   |

Zoo City é um romance de ficção científica da escritora sul-africana Lauren Beukes. Foi galardoado com o prémio Arthur C. Clarke de 2011 e com o prémio Kitschies Red Tentacle de 2010 para melhor romance. A capa da edição britânica do livro foi premiada com o BFSA (Prémio da Associação Britânica de Ficção Cientifica) de 2010 para melhor ilustração e a própria obra foi finalista na categoria de melhor romance do prémio.

## Enredo
A ação de Zoo City desenrola-se numa versão alternativa da cidade sul-africana de Joanesburgo, onde pessoas que tenham cometido crimes são ligadas por magia a um espírito familiar animal – delas se diz que foram “animalizadas”. Zinzi December, a protagonista do romance, é uma ex-jornalista e toxicodependente em recuperação que foi “animalizada” a uma preguiça depois de ter causado a morte do irmão. Vive em Hillbrow, um subúrbio de Joanesburgo,chamado de Zoo City no romance devido ao grande número de “animalizados", refugiados e sem-abrigo. Zinzi está a tentar pagar as suas dívidas ao seu traficante de droga cobrando às pessoas pela utilização do seu dom para encontrar objetos perdidos e utilizando as suas competências de escrita para redigir e-mails fraudulentos (esquema nigeriano). O enredo do livro centra-se no esforço de Zinzi que, a pedido de um produtor musical, tenta encontrar o membro feminino de um duo de música pop composto por dois irmãos em troca da quantia necessária para saldar a divida com o seu traficante.

## Animalização
O processo de animalização é descrito no romance como uma consequência automática – não só para os seres humanos da África do Sul, mas de todo o mundo – de se carregar um grande sentimento de culpa. A distinção entre culpabilidade moral e legal não é clara, assim como não o é o limite que desencadeia a animalização; no entanto, ser-se responsável pela morte de outro ser humano é, sem dúvida, um mecanismo de desencadeamento.
Todos os animais dão ao seu “dono” um poder psíquico diferente; no entanto, o dono deverá manter-se sempre perto do animal sob pena de se sujeitar a ataques de pânico debilitantes, náusea e outros sinais de privação. Os animais não são limitados pela esperança média de vida da sua espécie, mas podem morrer por ação violenta; se tal acontecer, o dono será desfeito em pedaços, em poucos minutos, por uma misteriosa nuvem negra.

## Processo de Escrita

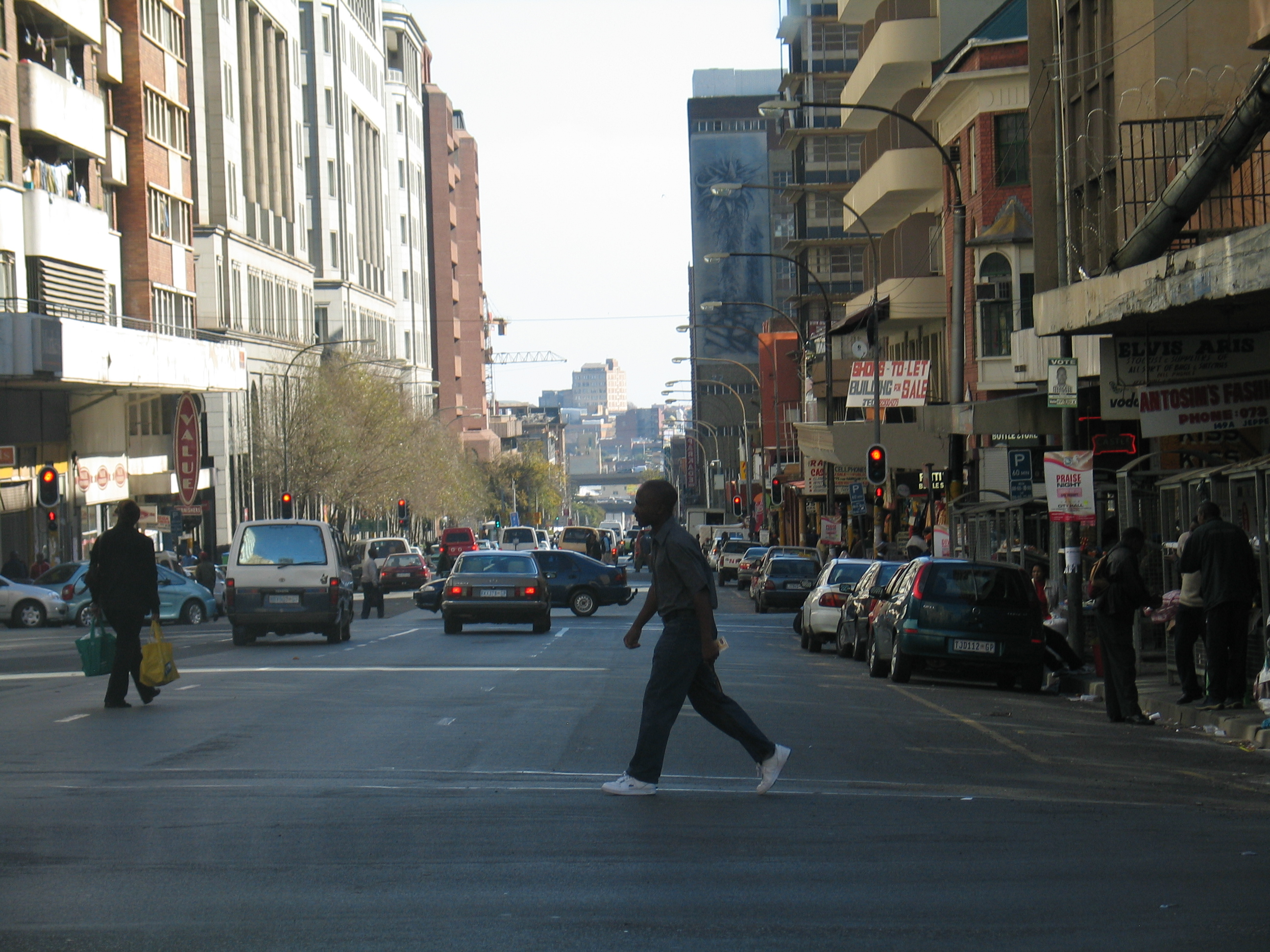
Uma rua de Hillbrow em 2006

Beukes começou a escrever Zoo City depois de ter assinado um contrato para dois livros com a editora britânica Angry Robot para Moxyland, o seu primeiro romance, e um livro posterior. Apesar de ter trabalhado em Moxyland durante quatro anos, levou apenas pouco mais de um ano a concluir Zoo City. Para levar a cabo a sua pesquisa para Zoo City, Beukes – que nasceu em Joanesburgo mas vive atualmente na Cidade do Cabo – contratou um assistente para a ajudar a estabelecer contactos em Hillbrow, o subúrbio central de Joanesburgo onde se desenrola grande parte do livro, e passou dias a caminhar pela área. 

## Histórico de Publicações
- 2010: África do Sul, Jacana Media. ISBN 978-1-77009-818-3. Data de publicação: 1 de junho de 2010. Capa Mole.[4]
- 2010: Reino Unido, Angry Robot. ISBN 978-0-85766-054-1. Data de publicação: 2 de setembro de 2010. Capa Mole.
- 2010: eBook, Angry Robot. ISBN 978-0-85766-056-5. Data de publicação: setembro de 2010. eBook.
- 2010: Estados Unidos da América e Canadá, Angry Robot. ISBN 978-0-85766-055-8. Data de publicação: 28 de dezembro de 2010. Livro de bolso.[7]

Nota: o livro não se encontra ainda traduzido para português.

## Prémios e Nomeações
Zoo City ganhou o prémio Arthur C. Clarke de 2011 no dia 28 de abril desse mesmo ano. Este prémio é atribuído ao melhor romance de ficção científica que tenha sido publicado pela primeira vez no Reino Unido durante o ano anterior, e é considerado o prémio britânico de ficção científica mais prestigiado. Beukes usou uma preguiça falsa sobre os seus ombros na cerimónia de entrega dos prémios em Londres, imitando o familiar animal de Zinzi December. A capa do livro da edição britânica de 2010, concebida por Joey Hi-Fi, recebeu o prémio BSFA de 2010, a 26 de abril de 2011, para melhor ilustração. A obra foi candidata à categoria de melhor romance do mesmo prémio, mas perdeu para o livro de Ian McDonald, The Dervish House, que então era o favorito para o prémio Arthur C. Clarke. O livro recebera anteriormente o prémio Kitschies Red Tentacle de 2010 para melhor romance, como aquele que “melhor eleva o tom da cultura geek”.
Na África do Sul, o romance esteve na lista de finalistas de vários prémios, incluindo o prémio de Escrita Criativa de 2010-2011 da Universidade de Joanesburgo, o Prémio Literário da M-Net de 2011 e o Prémio Bookseller’s Choice de 2011 da Nielsen. Foi também nomeado para o Prémio Ficção do Sunday Times em 2011 e nomeado para o Prémio World Fantasy de 2011 para melhor romance.

## Projeto de Adaptação Cinematográfica
Em novembro de 2011, a produtora de cinema sul-africana Helena Spring adquiriu os direitos cinematográficos de Zoo City. Seria Beukes a escrever o guião cinematográfico enquanto Spring ofereceria o projeto a um pequeno número de realizadores. A agente literária de Beukes afirmou que “Helena ultrapassou todos os outros num leilão bastante animado para os direitos de filmagem deste extraordinário livro: ela teve uma atitude extremamente proativa e simpática relativamente à perspetiva de trabalhar com Lauren e ofereceu uma proposta imaginativa e criativa, verdadeiramente irresistível.”
Em novembro de 2013, Donovan Marsh foi indicado como o potencial realizador do filme. Nessa altura, Marsh estava a desenvolver o guião cinematográfico com a colaboração de Beukes, e a produção do filme ficou programada para a segunda metade de 2014.

## Influência
O livro exerceu uma grande influência na arte com batom de Sarah Britten, que publicou o seguinte no seu sítio da Internet sobre arte:
Zoo City é turbulento, caótico e completamente louco e adorei a forma como trouxe à vida a energia animal que se esconde mesmo debaixo da superfície da cidade. Depois de ter lido o livro, comecei a experimentar colocar animais em paisagens urbanas, tanto aqueles que se podem encontrar nas cidades (cães e gatos) como os que existem em Joanesburgo apenas como metáfora – tubarões e crocodilos, por exemplo. Usei uma paleta de cores limitada a preto, cinza e vermelho para evocar a atmosfera distópica da cidade, a sua natureza sombria e cinzenta em contraste com a vida vibrante e vermelha.
1. ↑  Flood, Alison (28 de abril de 2011). «South African author wins Arthur C Clarke award». The Guardian (Londres). Consultado em 16 de maio de 2011
2. 1 2  Jones, Gwyneth (14 de maio de 2011). «Zoo City by Lauren Beukes – review». The Guardian (Londres). Consultado em 16 de maio de 2011
3. 1 2 3  Ansell, Gwen (6 de maio de 2011). «Behind all the monkey business». Mail & Guardian. Consultado em 16 de maio de 2011
4. 1 2  «Zoo City / Lauren Beukes». Angry Robot. Consultado em 16 de maio de 2011. Arquivado do original em 3 de setembro de 2012
5. ↑  «The Kitschies 2010 Red Tentacle Winner». Pornokitsch.com. 2 de fevereiro de  2011. Consultado em 13 de janeiro de 2012
6. ↑  Brodie, Nechama (13 de junho de 2010). «Voodoo Child - Profile: Lauren Beukes». Times Live. Consultado em 17 de maio de 2011
7. ↑  «Zoo City (Mass Market Paperback)». Amazon.com. Consultado em 16 de maio de 2011
8. ↑  «The Arthur C. Clarke Award». Consultado em 17 de maio de 2011
9. ↑  Jordison, Sam (28 de abril de 2011). «The Arthur C Clarke awards: why Lauren Beukes deserved to win». Books Blog (Londres: The Guardian). Consultado em 17 de maio de 2011
10. ↑  Philp, Rowan (8 de maio de 2011). «Top SA author's no sloth...». Times Live. Consultado em 17 de maio de 2011
11. ↑  «The 2010/2011 University of Johannesburg Creative Writing Prize Shortlists». BooksLive.co.za. Consultado em 14 de abril de 2011. Arquivado do original em 6 de abril de 2012
12. ↑  «Nielsen Announces The Bookseller's Choice Award 2011 shortlist». Nielsen Book Data. Consultado em 4 de julho de 2011. Arquivado do original em 3 de março de 2016
13. ↑  «Longlist: The Fiction Prize». TimesLive.co.za. Consultado em 7 de maio de 2011
14. ↑  «World Fantasy Nominees and Lifetime Achievement Winners». Locus Online. Consultado em 29 de julho de 2011
15. ↑  «City meets celluloid». Mail & Guardian. 29 de novembro 2011. Consultado em 20 de dezembro de 2011
16. ↑  «South African Sci-Fi Novelist Lauren Beukes' "Zoo City" To Get Film Adaptation». Blogs.indiewire.com. 29 de novembro de 2011. Consultado em 20 de dezembro de 2011. Arquivado do original em 2 de dezembro de 2011
17. ↑  «SA producer wins Zoo City film rights». BizCommunity.com. 28 de novembro de 2011. Consultado em 30 de novembro de 2011
18. ↑  Blignaut, Charl (14 de novembro 2013). [www.citypress.co.za/entertainment/dream-team-sas-zoo-city-film/ «Dream team for SA's Zoo City film»] Verifique valor |URL= (ajuda). City Press. Consultado em 26 de janeiro de 2014
19. ↑  Britten, Sarah (2 julho 2012). «The Zoo City Series». Britten, Sarah. Consultado em 17 de abril de 2013